# Cangaan
Cangaan is een bestuurslaag in het regentschap Gresik van de provincie Oost-Java, Indonesië. Cangaan telt 1357 inwoners (volkstelling 2010).